# Ludwig Uhland
Johann Ludwig Uhland (26. dubna 1787, Tübingen – 13. listopadu 1862, tamtéž) byl německý romantický básník, právník a filolog.

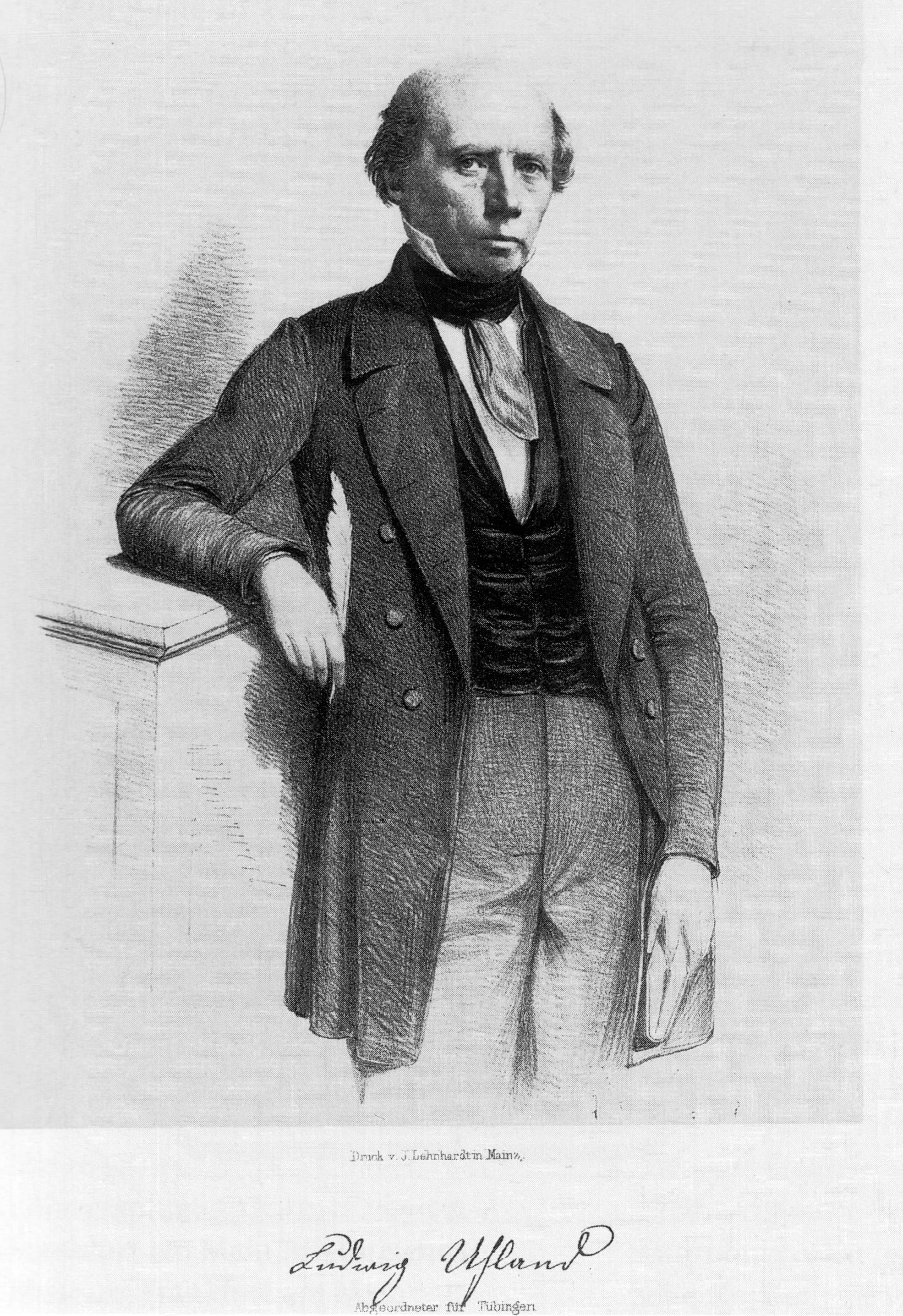
Ludwig Uhland roku 1848

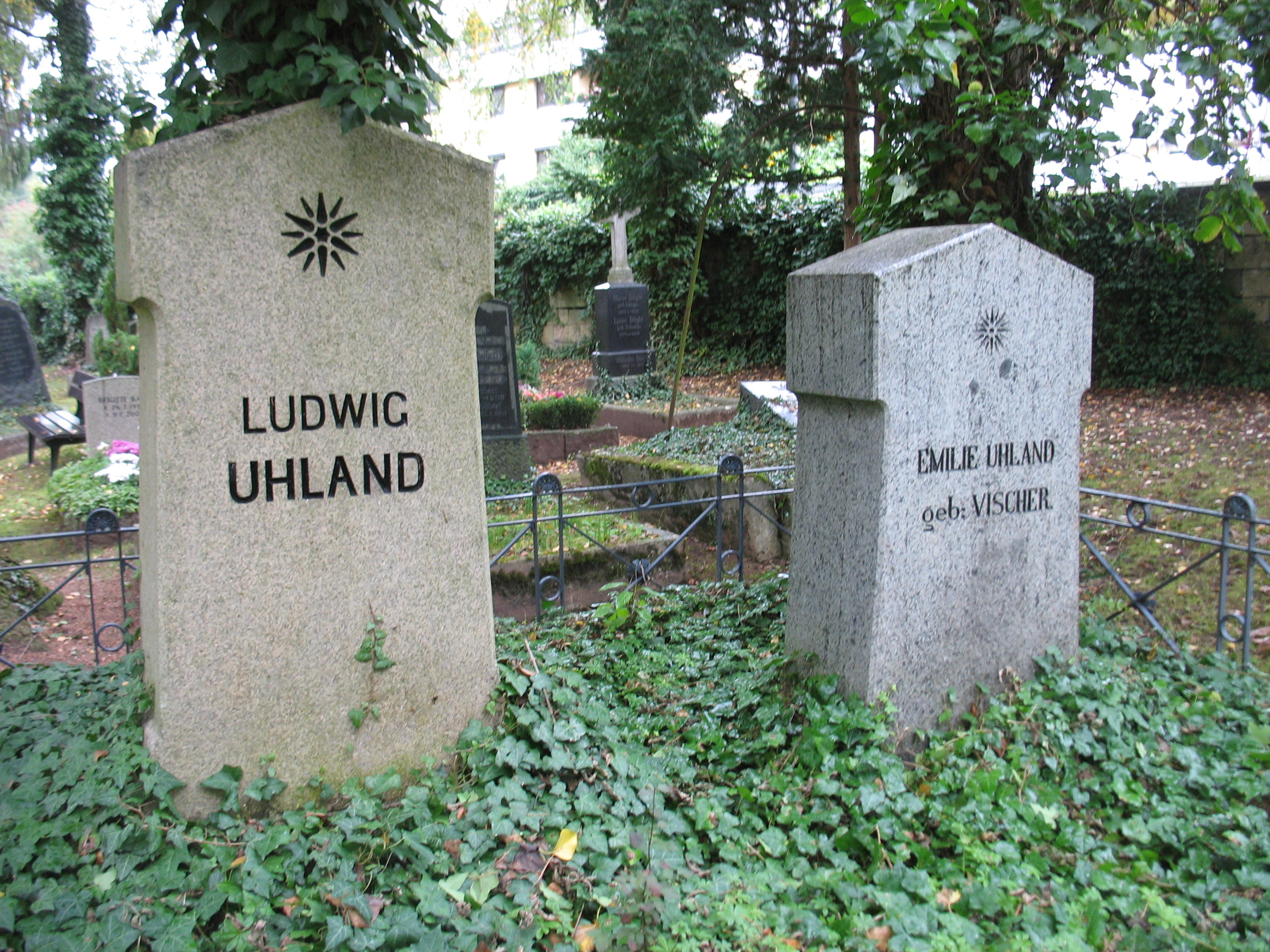
Uhlandův hrob v Tübingenu

## Život
Pocházel z německé vzdělanecké rodiny z Tübingenu ve Württembersku. Na místní univerzitě vystudoval právo a literaturu a začal psát a publikovat své verše. Roku 1810 se stal doktorem práv a v tom samém roce odjel na studijní cestu do Paříže, kde se kromě francouzského právního systému zabýval především starofrancouzskými a středohornoněmeckými rukopisy. Od roku 1811 byl činný jako advokát. Od roku 1816 se však začal natolik věnovat politice, že dále psal v podstatě pouze vědecké práce. V letech 1819–1825 zasedal ve württemberském parlamentu, kde se hlásil liberální demokratické opozici. Roku 1829 byl jmenován profesorem německé literatury na Tübingenské univerzitě, ale tento post roku 1833 opustil, protože jej považoval za neslučitelný se svými politickými názory. Roku 1848 byl členem Frankfurtského parlamentu, ale po jeho rozehnání se nadále věnoval své vědecké práci, zaměřené na lidovou tvorbu.
Uhland patří k zakladatelům tzv. švábské romantické školy, která se v letech 1805–1808 zformovala na univerzitě v Tübingenu. Jeho milostná a přírodní lyrika z té doby se vyznačuje prostotou a zpěvností lidové písně a často byla zhudebňována. Za napoleonských válek psal vlasteneckou lyriku, později balady a romance s náměty z dějin a z různých pověstí a také nepříliš úspěšná dramata. Svým vědeckým dílem se zařadil k zakladatelům německé filologie a romanistiky.

## Výběrová bibligrafie

### Básně
- Poetischer Almanach (1812), almanach romantických básní včetně vlastních, připravený společně s dalšími představiteli švábské romantiky Justinem Kernerem a Gustavem Schwabem.
- Deutscher Dichterwald (1813), další almanach romantických básní, opět připravený společně s Justinem Kernerem a Gustavem Schwabem.
- Gedichte (1815, Básně), sbírka autorových veršů, obsahující jeho lyriku, epigramy, sonety, balady a romance. Z nejznámějších básní je možno jmenovat:
  - Die Kapelle (1805, Kaple), báseň inspirovaná Wurmlingenskou kaplí.
  - Schäfers Sonntagslied (1805, Ovčákova nedělní píseň), báseň.
  - Der gute Kamerad (1809, Dobrý kamarád). Roku 1825 báseň zhudebnil německý skladatel Friedrich Silcher a následně píseň zlidověla. Pojednává o smrti básníkova nejlepšího kamaráda přiletěvší kulkou a je tradiční obřadní součástí německých vojenských pohřbů.[3]
  - Frühlingslieder (1812–1813, Jarní písně).
  - Schwäbische Kunde (1814, Švábská zvěst), balada.
  - Des Sängers Fluch (1814, Pěvcova kletba), balada, kterou roku 1852 zhudebnil Robert Schumann a roku 1852 Ferruccio Busoni. Melodram na text balady složil český skladatel Leopold Eugen Měchura.[3]
  - Die Rache. (1815, Pomsta), balada.
  - Das Schloß am Meere (1815, Zámek na moři), balada.
  - Romanze vom kleinen Däumling. (1815, Romance o malém Palečkovi), romance.
- Hausrecht (1816, Právo na domov), báseň, česky též jako Domácí právo.
- Maienthau (1834, Májová rosa), báseň.

### Dramata
- Ernst, Herzog von Schwaben (1818, Ernst, vévoda švábský), tragédie.
- Ludwig der Baier (1819, Ludvík bavorský), hra o Ludvíkovi Bavorovi.

### Odborné práce
- Ueber das altfranzösische Epos (1812, O francouzském eposu), romanistická studie.
- Walther von der Vogelweide, ein altdeutscher Dichter (1822, Walther von der Vogelweidem staroněmecký básník), monografie o Waltherovi von der Vogelweide, jedné z největších postav německého minnesangu.
- Der Mythus von Thôr nach nordischen Quellen (1836, Mýtus o Thorovi dle nordických zdrojů).
- Sagenforschungen (1836, Mytologie).
- Alte hoch- und niederdeutsche Volkslieder (1844–1845, Staré horno- a dolnoněmecké lidové písně), dva svazky, první odborná edice německých lidových písní.[3]

## Česká vydání
- Romance a ballady, Jan Otto, Praha 1897, přeložil Ladislav Arietto.
- Dobrý kamarád, Josef Šváb-Malostranský, Praha 19--, hudebnina.
- Modrá květina, Československá grafická Unie, Praha 1935, přeložil Alfons Breska, jde o antologii básní německých romantiků, ve které jsou také Uhlandovy verše.
- Hausrecht = Domácí právo, Bohumil Brauner, Dolní Kounice 1939, devět překladů českých básníků, soukromý tisk.